# L'Enfer au-dessous de zéro
Pour plus de détails, voir Fiche technique et Distribution.
L'Enfer au-dessous de zéro (titre original : Hell Below Zero) est un film britannique réalisé par Mark Robson et sorti en 1954.

## Synopsis
Le capitaine Nordhal, commandant d'un baleinier meurt étrangement en mer près de l'Antarctique. Sa fille Judie prend l'avion pour se rendre à Cape Town dans l'intention de se rendre sur place pour connaître les faits. Bland, l'associé de Nordhal, se rend lui aussi sur place. A bord du vol vers l'Afrique du Sud, Judie fait la connaissance de Duncan Craig, un aventurier. L'homme venu rejoindre un associé dans une affaire qui a échoué tombe amoureux de la jeune femme. Il se fait engager à bord comme second du capitaine. Tous deux mènent l'enquête sur les circonstances du décès de Nordhal ...

## Fiche technique
- Titre original : Hell Below Zero
- Titre français : L'Enfer au-dessous de zéro
- Réalisation : Mark Robson
- Scénario : Alec Coppel et Max Trell d'après l'adaptation de Richard Maibaum du roman de Hammond Innes
- Musique : Clifton Parker
- Directeur de la photographie : John Wilcox
- Montage : John D. Guthridge
- Création des décors : Alex Vetchinsky
- Création des costumes : Julie Harris
- Maquillages spéciaux : Freddie Williamson
- Producteurs : Irving Allen et Albert R. Broccoli
- Producteur associé : George Willoughby
- Compagnie de production : Warwick Film Productions
- Compagnie de distribution : Columbia Pictures Corporation
- Pays de production :  États-Unis /  Royaume-Uni
- Langue : Anglais
- Son : Mono (Western Electric Recording)
- Image : Couleurs (Technicolor)
- Ratio écran : 1.37:1
- Format négatif : 35 mm
- Procédé cinématographique : Sphérique
- Durée : 90 minutes
- Genre : aventures
- Dates de sortie :
  - Angleterre : 13 janvier 1954
  - France : 13 août 1954
  - États-Unis : 16 juillet 1954
- Affiches : Claire Finel, Boris Grinsson, René Péron (France)

## Distribution
- Alan Ladd : Duncan Craig
- Joan Tetzel : Judie Nodhal
- Basil Sydney : John Bland
- Stanley Baker : Erik Bland
- Joseph Tomelty : Capitaine McPhee
- Niall MacGinnis : Docteur Howe
- Jill Bennett : Gerda Petersen
- Peter Dyneley : Miller
- Susan Rayne : Kathleen
- Philo Hauser : Sandeborg
- Ivan Craig : Larsen
- Paddy Ryan : Manders
- Edward Hardwicke : Ulvik

## DVD (France)
Le film a fait l'objet d'une sortie sur le support DVD en France :
- L'enfer au-dessous de zéro (DVD-9 Keep Case sous fourreau cartonné) sorti le 23 mai 2017 édité par Sidonis Calysta et distribué par ESC Distribution. Le ratio écran est en 1.33:1 plein écran 4:3. L'audio est en Français et Anglais 2.0 mono Dolby Digital avec présence de sous-titres français. En bonus une présentation du film par Patrick Brion, un documentaire sur Alan Ladd (56') et une galerie de photos.La durée du film est de 90 minutes. Il s'agit d'une édition Zone 2 Pal[1].